# Ó, gyönyörű szép titokzatos éj
Az Ó, gyönyörű szép titokzatos éj az Oltáriszentségről szóló karácsonyi templomi ének. Dallama a Gimesi kéziratos gyűjteményben található, szövegét Czikéné Lovich Ilona írta 1931-ben. A Szent vagy, Uram! katolikus énekeskönyv 29. éneke.
Kétszólamú kánonban is énekelhető.

## Feldolgozások
| Szerző        | Mire                      | Mű                                      | Előadás |
| ------------- | ------------------------- | --------------------------------------- | ------- |
| Kocsár Miklós | női kar                   | Ó, gyönyörűszép titokzatos éj! 1. kotta | [ 3 ]   |
| Tóth József   | népre és vegyeskarra      | 10 egyházi ének, 3. ének                |         |
| Farkas Ferenc | ének, zongora             | Pianoforte III. 12. dal                 | [ 4 ]   |
| Bárdos Lajos  | két szólamú kánon, orgona | Musica Sacra III.                       | [ 5 ]   |
| Karai József  | gyerekkar, zongora        | Fel nagy örömre, 15. oldal              |         |
| Petres Csaba  | két furulya               | Tarka madár, 145. kotta                 |         |
| Petres Csaba  | három furulya             | Tarka madár, 152. kotta                 |         |
| Ludvig József | ének, gitárakkordok       | Mennyből az angyal, 4. oldal            |         |
| Soós András   | gyermek vonószenekar      | Karácsonyi muzsika, 18. oldal           |         |

## Kotta és dallam
| 1. Ó, gyönyörüszép, titokzatos éj! Ég szemű gyermek, csöpp rózsalevél. Kisdedként az édes Úr Jászolában megsimul Szent Karácsony éjjel!          | 2. Ó, fogyhatatlan, csodálatos ér! Hópehely, ostya, csöpp búzakenyér. Benne, lásd, az édes Úr Téged szomjaz, ráborul, Egy világgal ér fel!       |
| 3. Ó drága Jézus, ékes kis virág, Illatos, kedves tiszta rózsaág. Szívem legyen rejteked Reád bízom lelkemet Töltsd be békességgel.              | 4. Ó gyönyörű szép, titokzatos éj. Jézushoz menni szívem te se félj. Pásztor, király földre hullj, Bűnös ember megjavulj, Szent karácsony éjjel. |
| 5. Ó gyönyörű szép kicsi Jézusunk! Eljöttünk hozzád, térdre borulunk. Köszönjük, hogy jó voltál, értünk földre szállottál Szent karácsony éjjel. | |

## Felvételek
- Ó gyönyörű szép... YouTube (2012. december 22.)  (Hozzáférés: 2016. december 9.) (audió)
- Ó, gyönyörű szép titokzatos éj. Lakner Sándor és lánya  Youtube (2013. december 5.)  (Hozzáférés: 2016. december 9.) (kotta, szöveg, audió)
- Ó gyönyörű szép (Szent Karácsony). Soroksári Nagytemplom Énekkara  YouTube (2009. december 15.)  (Hozzáférés: 2016. december 9.) (audió)
- Ó, gyönyörű szép... ovitévé (2009. december 15.)  (Hozzáférés: 2016. december 9.) (audió)
- Ó, gyönyörű szép, titokzatos. Canterino Vegyeskar  YouTube (2012. december 16.)  (Hozzáférés: 2016. december 9.) (videó)
- Ó Gyönyörűszép Titokzatos Éj (zongorán). YouTube (2009. december 15.)  (Hozzáférés: 2016. december 9.) (audió)